# Dieter Jungnickel
Dieter Jungnickel (né le 20 mars 1952 à Berlin) est un mathématicien allemand spécialisé en combinatoire.

## Biographie
En 1971, Jungnickel entame des études de mathématiques à l'Université libre de Berlin et il y obtient son diplôme en 1975. Il travaille sur la méthode des différences finies sous la direction de  Hanfried Lenz ; il obtient son doctorat en 1976 (Konstruktion transitiver Inzidenzstrukturen mit Differenzenverfahren) et son habilitation en 1978. Il devient professeur de mathématiques à l'Université de Giessen en 1980.  En 1993, Jungnickel rejoint l'Université Augsburg où il occupe la chaire de mathématiques discrètes, d'optimisation et de recherche opérationnelle jusqu'à son éméritat.

## Travaux  (sélection)
Jungnickel travaille notamment sur la théorie du bloc design, comme les carrés latins, espaces projectifs finis, la structure des corps finis, et les problèmes d'optimisation combinatoire.
- Dirk Hachenberger et Dieter Jungnickel, Topics in Galois fields, Cham, Springer, coll. « Algorithms and Computation in Mathematics » (no 29), 2020, xiv +  785 (ISBN 978-3-030-60804-0, zbMATH 1467.11120).
- Dieter Jungnickel, Graphs, networks, and algorithms, Berlin, Springer, coll. « Algorithms and Computation in Mathematics » (no 5), 2013, 4e éd., xx + 675 (ISBN 3-642-32278-6, zbMATH 1255.68001)
- Thomas Beth, Dieter Jungnickel et Hanfried Lenz, Design theory Vol. I et II, Cambridge, Cambridge University Press, coll. « Encyclopedia of Mathematics and Its Applications » (no 69 et 78), 1999, 2e éd., xix + 606  et 607-1100 (zbMATH 0945.05005).
- Dieter Jungnickel, Finite fields: structure and arithmetics, Mannheim, B. I.-Wissenschaftsverlag, 1993, 344 p. (zbMATH 0779.11058).
- Thomas Beth et Dieter Jungnickel, « Variations on seven points: An introduction to the scope and methods of coding theory and finite geometries », aequationes mathematicae, vol. 25, no 1,‎ 1er décembre 1982, p. 153–176 (DOI 10.1007/BF02189613, MR 730478)